# Palazzo Lenzi
Pour les articles homonymes, voir Lenzi.
Le Palazzo Lenzi est un palais de style Renaissance situé piazza Ognissanti à Florence en Italie. Édifié au XVe siècle par la famille Lenzi et attribué à Brunelleschi, il héberge aujourd'hui l'Institut français de Florence et le consulat honoraire de France.

## Source
- (it) Cet article est partiellement ou en totalité issu de l’article de Wikipédia en italien intitulé « Palazzo Lenzi » (voir la liste des auteurs).